# イノヤマランド
イノヤマランド（INOYAMALAND）は
日本の音楽制作およびパフォーマンスのユニット名。使用機器は主にシンセサイザーを主体としたエレクトロニクス楽器全般。音楽形態はしばしば環境音楽、アンビエントなどとカテゴライズされてきた。名前の由来はメンバー2人の苗字。

## メンバー
山下康（1952年7月9日 - ）
シンセサイザー、カシオトーン。東京都三鷹市出身。私立明星学園高等学校卒業。
小学生の頃からカレッジ・フォークやジャズに関心を持ち、友人たちとバンドを組む。中学生時代にはすでに即興演奏を楽しんでいた。1976年に劇団黙示体に音響スタッフとして参加、舞台音楽の作曲を始める。
井上誠（1956年7月2日 - ）
シンセサイザー、メロトロン。神奈川県湯河原町出身。東京造形大学中退。
1972年、ロックミュージカル劇団・東京キッドブラザースに美術、音響スタッフとして参加、1974年のニューヨーク、ロンドン公演を経て1976年には同劇団の舞台監督、演出助手などを務めた。在団中にシンセサイザーやメロトロンの実機に触れ、強い関心を持つ。

## 来歴
井上と山下は1977年春に舞台音楽制作のために出会い、同8月にはシンセサイザーやメロトロンなどを使用した最初のセッション・レコーディングを行なう。このユニットは山下によってヒカシューと名付けられた。
9月の舞台公演終了後から井上と山下は頻繁に即興演奏を楽しむようになる。翌年にかけて即興演奏のメンバーは増え続け、1978年4月から7月にかけてはヒカシュー名義で6人編成でのライブを連続して行っていた。この当時は井上、山下のエレクトロニクス勢と、インド、アラブ系民族音楽勢が混在する独特の編成だった。ヒカシューは7月のライブを最後に一旦解散するが、その後井上と山下は巻上公一らと新たにパワー・ポップ・バンドを結成し、ヒカシューの名を継続して使用することとなる。
1980年ごろから井上と山下はヒカシューのバンド活動と平行してテレビやラジオなどの劇版音楽制作も行うようになる。そこでユニット名をヒカシューと区別するため、新たにイノヤマランドという名を考案した。またこの時期から2人のオリジナル作品を作り始めていたが、1982年にはその録音テープを聴いた上野耕路の勧めでイノヤマランド名義での初ライブが行われた。
1983年にはそれらのオリジナル作品を『DANZINDAN-POJIDON』のタイトルでレコード化。プロデュースは細野晴臣。
1987年からは環境音楽制作会社サウンドプロセスデザインの依頼により、全国の博覧会、博物館、大型商業施設などの環境音楽設計制作を行なうようになる。これらの音楽の一部は再構成され、1997年にサウンドプロセスデザイン内のレーベルCrescentからCD化された。
1998年、当時TRANSONIC RECORDSを主宰していた永田一直と出会い、それまでリリースされなかったイノヤマランドの音源が次々とCD化された。この流れは永田の新レーベル、ExT Recordingsで現在も継続している。
2010年頃から、スペイン、フランス、スイス、ベルギー、イギリス、アメリカ、ロシアなどのレコードレーベルから旧音源を再発したいとの要望が相次いで寄せられるようになる。イノヤマランドはそれに応えるように過去音源の発掘とアーカイヴを開始し、2018年には『DANZINDAN-POJIDON』のニュー・マスターエディションなど、過去音源を新たな手法で蘇らせる活動を始めた。

## ディスコグラフィー

### LP
- 1983年8月24日  『DANZINDAN-POJIDON』Alfa ¥EN MEDIUM
- 2018年10月24日『DANZINDAN-POJIDON』 [New Master Edition] ExT Recordings
- 2019年2月19日  『KANKYO ONGAKU: Japanese Ambient, Environmental & New Age Music 1980 - 1990』Lighit in the attic(コンピレーション)
- 2019年9月20日  『Commissions:1977ー2000』Empire of Sign(2枚組）
- 2020年3月         『DANZINDAN-POJIDON』 [New Master Edition] WRWTFWW Records
- 2020年11月29日『SWIVA』ExT Recordings

### CD
- 1989年12月27日『Medi Music 不眠』東芝EMI　『Medi Music 疲労』東芝EMI
- 1995年10月18日『DANZINDAN-POJIDON』Alfa
- 1997年3月1日『INOYAMALAND』CRESCENT
- 1998年7月14日『Music for Myxomycetes』TRANSONIC【reissue：2002年5月29日】
- 1998年8月5日『PRE HIKASHU』TRANSONIC【reissue：2002年3月27日】
- 1998年12月28日『PRE HIKASHU 1978年春<LIVE・PART2>』TRANSONIC【reissue：2002年3月27日】
- 1999年1月26日『1984 PITHECANTHROPUS』TRANSONIC【reissue：2002年5月25日】
- 2000年『Egiptology』A Paris Tropico Production(CD-R)
- 2000年『heart』CRESCENT(コンピレーション)
- 2004年『Autre Methode Divinatoire』CRESCENT(コンピレーション)
- 2018年3月28日『COLLECTING NET』ExT Recordings
- 2018年5月23日『Music for Myxomycetes [Deluxe Edition] 』ExT Recordings
- 2018年8月29日『DANZINDAN-POJIDON [New Master Edition] 』ExT Recordings
- 2018年12月5日『INOYAMALAND [Remaster Edition] 』ExT Recordings
- 2019年2月13日『House of Tenjo-Sajiki Live 1978』ExT Recordings
- 2019年2月19日『KANKYO ONGAKU: Japanese Ambient, Environmental & New Age Music 1980 - 1990』Lighit in the attic(コンピレーション)
- 2019年5月15日『LIVE ARCHIVES 1978-1984 -SHOWA-』ExT Recordings
- 2019年8月28日『LIVE ARCHIVES 2001-2018 -HEISEI-』ExT Recordings
- 2019年9月20日『Commissions:1977ー2000』Empire of Sign
- 2020年9月16日『SWIVA』ExT Recordings
- 2021年12月4日『Trans Kunang』ExT Recordings

## 環境音楽制作
1988年
- なら・シルクロード博覧会テーマ館全エリア音楽
- 六本木アクシスギャラリー「アーティストたちの協奏」
- 淡路島レクリエーション構想のPR映像「ル・サンボル」
- 川崎市民ミュージアムの常設展示カプセル
- NEC、MS-OSllのPR映像「カウリー」

1989年
- 横浜博覧会企業パビリオン
- 宇都宮市民球場音楽噴水
- 六本木アクシスギャラリー「アーティストたちの協奏ll」
- 神戸ポートアイランド田崎真珠ダイアモンドスクエアー
- 大阪市梅田阪急オアシス

1990年
- 大阪市鶴見緑地「国際花と緑の博覧会」大温室「咲くやこの花館」
- 日立市シビックセンター科学館「テトリスの恐竜」
- 宇都宮駅ビル・パセオの音楽噴水(吉村弘と共作)
- 大阪府立弥生文化博物館

1991年
- 北海道立北方民族博物館
- 阪急うめだ本店全館の音響ディスプレイ「グリーンプラネット」
- 阪急うめだ本店1階の音響ディスプレイ「アトリウム」
- 資生堂・フォーラム91イメージ映像
- レッカ社のファミコンソフト「少年魔術師インディ」
- 宝塚ファミリーランド内アイスアリーナ「アイス・プラネット」

1992年
- 北海道コミュニケーション博覧会(コム博)企業パビリオン
- 宝塚ファミリーランド内メルヘンガーデン全エリア
- 神戸ハーバーランド内キャナルガーデン
- 相模原公園グリーンハウス

1994年
- 富士見市水子貝塚資料館
- 愛媛県歴史文化博物館
- 茨城県立自然史博物館

1995年
- Ozoneプラザ インスタレーション「春の空想ガーデン」

1996年
- 群馬県立自然史博物館
- 長崎原爆資料館

1997年
- 六本木PAXA
- 六本木、池袋、渋谷WAVE
- 青山スパイラルギャラリー
- 伊豆シャボテン公園
- くにたち郷土文化館
- 桃山台阪急オアシス
- 上野国立科学博物館企画展「変形菌の世界」

1998年
- 横浜国際総合競技場周辺広場(吉村弘と共作)

1999年
- NTTクレド岡山ビル
- 横浜ワールドポーターズ
- 岩出山感覚ミュージアム
- 恵那駅周辺遊歩道
- 阪神競馬場公園

2000年
- 下田市ハーバーミュージアム
- 熱海市マリンスパあたみ

2003年
- 高松駅前シンボルタワー

2005年
- 広島市複合商業施設
- 水天宮マンションのエントランス

2006年
- パナソニックセンター「理数の遠景」

2007年
- ソシエ名古屋
- 津田沼ショッピングモール

2008年
- エコライブオフィス品川
- 丸ノ内線駅構内発車ベル
- 東西線駅構内発車ベル

2010年
- 壱岐市立一支国博物館
- 中之島オフィスビル

2011年
- 新宿屋外アートイベント
- 品川ホテルGOOS

2012年
- 京都水族館

2015年
- 常磐自動車道パサール守谷

2016年
- さいたま市湯屋敷孝楽

2017年
- 長島温泉湯あみの島ナガシマスパーランド

## 関連書籍
- 『ぼく、こんなにおばかさん　ヒカシュー 』（1981年・講談社）
- 『HIGGLEDY PIGGLEDY ヒカシュー ファンクラブ100号記年号』ヒカシューファンクラブ編
- 『電子音楽in JAPAN』田中雄二著（2001年・アスペクト）
- 『DANZINDAN-POJIDON』『COLLECTING NET』『INOYAMALAND』『House of Tenjo-Sajiki Live 1978』CDライナーノート
- 『サウンドプロセスデザイン・アーカイヴ』(DAT、CD-R)
- 『clinaminaちょうどいい距離感に存在する国』インタビュー記事
- 『The ambient jams of ‘Kankyo Ongaku’ will help you achieve full consciousness』インタビュー記事